# Colocleora ochriplaga
Colocleora ochriplaga är en fjärilsart som beskrevs av Louis Beethoven Prout 1916. Colocleora ochriplaga ingår i släktet Colocleora och familjen mätare. Inga underarter finns listade i Catalogue of Life.